# Calabuig
Pour plus de détails, voir Fiche technique et Distribution.
Calabuig (Calabuch) est un film espagnol réalisé par Luis García Berlanga, sorti en 1956.

## Synopsis
Un scientifique nucléaire, Jorge, fatigué de voir que ses recherches se font uniquement au service d'intérêts militaires, se réfugie anonymement dans un village de la côte méditerranéenne, Calabuch. Les gens ne connaissent pas son identité mais remarquent son savoir, et lui proposent de faire la classe à l'école locale. Lorsque arrivent les fêtes de la cité, la rivalité entre les villages l'amène à créer une fusée pour feux d'artifice. À cause de cela, il apparaît au journal télévisé, et les puissances internationales découvrent son refuge. En dépit de l'opposition du village, le scientifique se verra obligé de retourner dans son pays.

## Fiche technique
- Titre : Calabuig
- Titre original : Calabuch
- Réalisation : Luis García Berlanga
- Scénario : Leonardo Martín, Florentino Soria (es), Ennio Flaiano, Luis García Berlanga
- Musique :  Angelo Franceso Lavagnino, Guido Guerrini
- Production : José Luis Jerez Aloza
- Pays d'origine :  Espagne et  Italie
- Format : Noir et blanc - 35 mm - 1,37:1 - Mono
- Genre : Comédie
- Durée : 93 minutes
- Date de sortie : Espagne, 28 septembre 1956

## Distribution
- Edmund Gwenn : le professeur Jorge Serra Hamilton
- Valentina Cortese : Eloisa, l'institutrice
- Juan Calvo Domenech (es) : Matías
- Franco Fabrizi : Langosta
- Félix Fernández : don Félix, le prêtre
- Nicolás Perchicot (es) : Andrés
- José Isbert : don Ramón
- José Luis Ozores : Cucherito, le trésorier
- Mario Berriatúa : Vicente
- Francisco Bernal : Crescencio
- María Vico : Teresa
- Isa Ferreiro : Carmen
- Manuel Guitián : don Leonardo
- Casimiro Hurtado : Antonio
- Pedro Beltrán : Fermín
- Manuel Alexandre : Juan
- Lolo García : Felipe
- Manuel Beringola : le maire
- Víctor Orallo : Vicente